# Herrarnas höga hopp i simhopp vid olympiska sommarspelen 1984
Herrarnas höga hopp i de olympiska simhoppstävlingarna vid de olympiska sommarspelen 1984 hölls den 11-12 augusti i Uytengsu Aquatics Center.

## Medaljörer
| Event              | Guld              | Silver            | Brons             |
| 10 meter höga hopp | Greg Louganis USA | Bruce Kimball USA | Li Kongzheng Kina |

## Resultat
| Placering | Hoppare                   | Kval   | Kval      | Final            |
| Placering | Hoppare                   | Poäng  | Placering | Poäng            |
| --------- | ------------------------- | ------ | --------- | ---------------- |
| 1         | Greg Louganis (USA)       | 688,05 | 1         | 710,91           |
| 2         | Bruce Kimball (USA)       | 602,64 | 4         | 643,50           |
| 3         | Li Kongzheng (CHN)        | 615,89 | 2         | 638,28           |
| 4         | Tong Hui (CHN)            | 608,04 | 3         | 604,77           |
| 5         | Albin Killat (FRG)        | 542,10 | 5         | 551,97           |
| 6         | Dieter Dörr (FRG)         | 489,84 | 9         | 536,07           |
| 7         | Christopher Snode (GBR)   | 507,96 | 6         | 524,40           |
| 8         | David Bédard (CAN)        | 488,04 | 11        | 518,13           |
| 9         | Steve Foley (AUS)         | 489,21 | 10        | 479,43           |
| 10        | Miguel Angel Zavala (MEX) | 492,24 | 8         | 476,82           |
| 11        | Jon Grunde Vegard (NOR)   | 494,67 | 7         | 449,55           |
| 12        | Mark Rourke (CAN)         | 485,58 | 12        | 434,13           |
| 13        | José Luis Rocha (MEX)     | 479,67 | 13        | Gick inte vidare |
| 14        | Bobby Morgan (GBR)        | 474,09 | 14        | Gick inte vidare |
| 15        | Masashi Nakashima (JPN)   | 466,74 | 15        | Gick inte vidare |
| 16        | Cesar Henderson (DOM)     | 464,52 | 16        | Gick inte vidare |
| 17        | Isao Yamagishi (JPN)      | 462,09 | 17        | Gick inte vidare |
| 18        | Domenico Rinaldi (ITA)    | 460,80 | 18        | Gick inte vidare |
| 19        | Tom Lemaire (BEL)         | 455,61 | 19        | Gick inte vidare |
| 20        | Park Jong-Yong (KOR)      | 418,98 | 20        | Gick inte vidare |
| 21        | Luis Dieguez (ESP)        | 361,23 | 21        | Gick inte vidare |
| 22        | Abdulla Abuqrais (KUW)    | 342,03 | 22        | Gick inte vidare |
| 23        | Said Daw (EGY)            | 341,07 | 23        | Gick inte vidare |
| 24        | Kwan Andy (HKG)           | 324,57 | 24        | Gick inte vidare |
| 25        | Alaeddin Soueidan (SYR)   | 317,88 | 25        | Gick inte vidare |
| 26        | Amro Hassan (EGY)         | 316,35 | 26        | Gick inte vidare |